# União do Parque Curicica
Grêmio Recreativo Escola de Samba União do Parque Curicica é uma escola de samba da cidade do Rio de Janeiro, sediada no bairro de mesmo nome.
Sua sede possui camarotes, palanque de bateria com letreiro do enredo, salas de baianas, velha-guarda e compositores, bares, sem falar do espaço interno. Já foi presidida pelo popular Zezinho Orelha, que mais tarde seria, por dois carnavais, o presidente da AESCRJ.

## História
A União do Parque Curicica foi fundada no ano de 1993, mas só desfilou como escola de samba em 1999, quando se apresentou para a avaliação da AESCRJ.
Em 2003, a escola chegou à Marquês de Sapucaí e fez uma boa estreia com o enredo sobre os 90 anos do Mercadão de Madureira, obtendo a 5º colocação. Entretanto, no ano seguinte, a escola apresentou um enredo confuso sobre um ser interplanetário que pousa sua nave espacial em terras brasileiras, e se encanta com a fauna e a flora, mas se decepciona com o homem que é alimentado por um bicho de sete cabeças, representado pela ganância, poder, ira, miséria, ódio, guerra e desunião. Sob chuva incessante, a União do Parque Curicica foi a 10º colocada e foi rebaixada de grupo.
Sob as mãos do carnavalesco Jorge Caribé, a escola deu a volta por cima em 2005, sagrando-se campeã do Grupo C com o enredo "Bahia de São Salvador, o Porto Seguro do Brasil". De volta a Sapucaí, o mesmo carnavaleco levou a escola ao 4º lugar em 2006, com o irreverente enredo que levantou a bandeira GLS.
Em 2007, a escola exaltou o Brasil, apresentando os encantos que o país oferece do Oiapoque ao Chuí, obtendo a 8º colocação.
Em 2008, a escola abordou a água como o elemento gerador da vida e os riscos do desperdício para o homem e para a natureza. O desfile foi prejudicado pela chuva e a escola ficou em 11º lugar. No ano de 2009, a escola trouxe o intérprete Ronaldo Yllê (que já foi da Imperatriz) e os carnavalescos Amauri Santos e Paulinho de Ouro, que desenvolveram um enredo sobre a malandragem carioca, apresentando um desfile considerado pela crítica como bom, e terminando na terceira colocação, com 239,6 pontos. A mesma colocação obteve em 2010, com o enredo sobre sobre lendas, mistérios e magias, terminando na mesma colocação do carnaval anterior.
No ano de 2011, com um enredo sobre o samba, a Curicica terminou como vice-campeã no Grupo de acesso B. Como o regulamento dizia que só a campeã subiria para o Grupo A, a escola permaneceu no mesmo grupo. Logo depois do Carnaval, sua então presidente, Marilza Silva, esposa do presidente da AESCRJ Zezinho Orelha, faleceu. Em seu lugar, assumiu Edson Procópio, e como vice ficou Eduardo José, que indicaram Roberta Rosa para a direção de Carnaval.
Para 2012, após a saída de Amauri Santos que quis ser carnavalesco da Caprichosos, a direção da escola optou por uma Comissão de carnaval, formada por Felipe Herzog, Diogo Villa Maior, Leonardo Pimenta e Raquel Winter, que desenvolveram um enredo sobre as cartas, enredo este que rendeu a sexta colocação.
No decorrer de 2012, uma série de mudanças ocorreu no Carnaval. Com a criação da Série A, as escolas do então Grupo B, que desfilavam na Sapucaí, inclusive a Curicica, foram promovidas à segunda divisão automaticamente. Por outro lado, seu ex-presidente Zezinho Orelha, foi destituído do comando da AESCRJ, entidade que organizava o Carnaval da Intendente Magalhães (Quarto ao sexto grupo até 2012, Terceiro ao quinto a partir de 2013). Naquele ano, foi proposto na Curicica um enredo sobre a construção civil. No entanto, naquele ano, a escola passou por diversos problemas internos e chegou-se a cogitar que enrolaria a bandeira.
A ex-porta-bandeira Kátia Paz assumiu o comando da escola emergencialmente, fez algumas mudanças no quadro da agremiação, uma delas foi a surpreendente dispensa do mestre de bateria Celsinho do Repique. Para ocupar o cargo foi contratado Mestre Lolo. Sem tempo de promover uma eliminatória de samba-enredo, optou por reeditar o enredo de 1994 da Portela: Quando o Samba era Samba..., fazendo uma homenagem à escola de Madureira. O desfile foi bastante elogiado pela mídia, bem como a capacidade administrativa da nova presidente de promover um carnaval em tempo recorde.
Em 2014, foi a terceira a desfilar no sábado de carnaval, num desfile até surpreendente sobre a história da cachaça, o que fez com que terminasse na 7ª colocação. Logo depois Kátia Paz, que deu à luz na semana do Carnaval, comunicou que não concorreria à reeleição em abril do mesmo ano.
No ano de 2015, sob o comando do presidente Fábio Brasil, a Curicica foi a quinta escola a desfilar na sexta de carnaval, superando as dificuldades, realizou seu desfile em homenagem a 3 grandes baluartes do samba: Arlindo Cruz, Martinho da Vila e Monarco, terminando na 12ª colocação, permanecendo na Série A para o carnaval 2016.
Em março de 2015, Wagner Raphael de Souza, o Dádi, um dos fundadores da agremiação, foi eleito presidente, mas apenas três meses depois foi assassinado.
Em outubro de 2017 o então presidente Erivelton Baptista pediu renúncia ao cargo. No dia 19 de outubro de 2017 foi eleita para cumprir mandado a presidente Lorraine Rosa e vice-presidente Roberta Rosa. Em 2018, a União do Parque Curicica desfilou na terça-feira de carnaval na passarela popular do samba Intendente Magalhães, com o enredo “O reino está nu!”, desenvolvido pelo carnavalesco Marcus Ferreira. A escola foi vice campeã com a diferença de um décimo para a campeã Unidos da Ponte.  O mesmo se repetiu em 2019, desfilando com o enredo "Eu vi Deus, ela é negra", ficando com a 2ª posição, perdendo por 0,1  para a Acadêmicos de Vigário Geral. Após a apuração foi especulado de que a agremiação enrolaria a bandeira, o que não ocorreu.
Após o Carnaval de 2019, foi uma das escolas fundadoras da LIVRES, liga alternativa do Carnaval da Intendente Magalhães. No entanto, em janeiro de 2020, desistiu da empreitada, e juntamente com o Engenho da Rainha e a Caprichosos de Pilares, retornou à LIESB. No desfile, terminou com a terceira colocação. Em 2022, a escola se reforçou com os carnavalescos Alan Dias e Marco Antônio Falleiros e a volta do intérprete Ronaldo Yllê. Apresentando o enredo "Abayomis - O encontro precioso das Yas", ficou com a sexta colocação do desfile de sábado.
No carnaval de 2023, a escola anunciou como enredo a história do surfista Pedro Scooby, que passou a infância e a adolescência no bairro. Na apuração, terminou com o 15° lugar do desfile de sábado, sendo rebaixada para a Série Bronze.
Para o carnaval de 2024, a escola optou por reeditar o enredo e o samba apresentados em 2010 (Lendas, mistérios e magias. Não creio, mas... Sei lá, né?). A escola desfilou no sábado pelo grupo Bronze e terminou em 3º lugar na classificação do dia. 

## Segmentos

### Presidentes
| Presidentes                           | Presidentes                        | Presidentes   |
| Nome                                  | Mandato                            | Ref.          |
| ------------------------------------- | ---------------------------------- | ------------- |
| João de Jesus                         | 1994–1997                          |               |
| Zezinho Orelha                        | 1998–2003                          | [ 11 ]        |
| Marilza da Conceição Pereira da Silva | 2004–2011                          | [ 11 ]        |
| Edson Procópio                        | 2012                               | [ 11 ]        |
| Kátia Paz                             | 2012–2014                          | [ 12 ]        |
| Fábio Martins                         | 2014                               | [ 13 ]        |
| Dádi                                  | março de 2015 – 7 de junho de 2015 | [ 6 ]         |
| Erivelton Azevedo                     | 8 de junho de 2015-2017            | [ 14 ]        |
| Lorraine Rosa                         | 2017-2023                          | [ 15 ] [ 16 ] |
| Felipe Carvalho                       | 2023-atualidade                    |               |

| Presidentes de honra | Presidentes de honra | Presidentes de honra |
| Nome                 | Mandato              | Ref.                 |
| -------------------- | -------------------- | -------------------- |
| Zezinho Orelha       | 2004–2011            |                      |
| João de Jesus        | 2012-atualidade      | [ 11 ] [ 16 ]        |

### Intérpretes
| Carnavais       | Intérprete oficial      | Ref.   |
| --------------- | ----------------------- | ------ |
| 1994–2001       | Paulo Bispo             | [ 17 ] |
| 2002–2003       | Rogerinho               | [ 18 ] |
| 2004            | Sandro Silva            | [ 19 ] |
| 2005–2007       | Julio Negão             | [ 20 ] |
| 2008–2018       | Ronaldo Yllê            | [ 21 ] |
| 2019            | Rose Barcellos e Xanddy |        |
| 2020            | Marquinhos Silva        | [ 16 ] |
| 2022            | Ronaldo Ylê             |        |
| 2023            | Andinho Samara          |        |
| 2024-atualidade | Luiz Paulo Jr.          |        |

### Diretores
| Período   | Diretor de Carnaval                    | Diretor geral de harmonia         | Mestre de bateria          | Ref.          |
| --------- | -------------------------------------- | --------------------------------- | -------------------------- | ------------- |
| 2004      | Ricardo Souza Araújo                   | Carlinhos Maravilha               | Marquinhos da Dona Geralda | [ 22 ]        |
| 2005–2007 |                                        |                                   | Marquinhos da Dona Geralda |               |
| 2008      |                                        | Lucimar Monteiro Muniz            | Marquinhos da Dona Geralda | [ 23 ]        |
| 2009      | Eduardo José da Silva "Zezinho Orelha" | Paulo José Silva "Paulinho"       | Celsinho do Repique        | [ 24 ]        |
| 2010      | Edson Procópio e Eduardo José          | Paulo Santos                      | Celsinho do Repique        | [ 25 ]        |
| 2011      | Comissão de Carnaval                   | Paulo Santos                      | Celsinho do Repique        | [ 26 ] [ 27 ] |
| 2012      | Eduardo José da Silva "Zezinho Orelha" | Paulinho Curicica                 | Celsinho do Repique        | [ 28 ]        |
| 2013      |                                        | Paulinho                          | Lolo                       | [ 29 ]        |
| 2014      | Jeferson Carlos                        | Paulinho                          | Lolo                       |               |
| 2015      | Paulinho e Wanderson                   | Vitor Hugo e Xande Dias           | Lolo                       | [ 30 ]        |
| 2016      | Jeferson Carlos                        | Paulinho                          | Léo                        | [ 14 ] [ 31 ] |
| 2017      | Wanderson Sodré                        | Lincoln Dantas e Wilmar Rodrigues | Léo                        |               |
| 2018      | Jota Lourenço e Ubirajara Claudino     | Vitor Hugo Matos                  | Pac Man                    |               |
| 2019      | Jeferson Carlos e Jota Lourenço        | Marcos Mendes                     | Pac Man                    | [ 32 ]        |
| 2020      | Luiz Carlos Amâncio                    | Rudnei Santos                     | Pac Man                    | [ 16 ]        |
| 2021      | Henrique Bianchi                       | Ramon Mansur e Olenir Silva       | Pac Man                    |               |

### Coreógrafos
| Período   | Nome                                 | Ref.   |
| --------- | ------------------------------------ | ------ |
| 2014–2015 | Helder Satiro                        | [ 33 ] |
| 2016      | Marcelo Chocolate                    | [ 33 ] |
| 2018      | Jardel Augusto Lemos                 |        |
| 2019      | Marcello Moragas e Marcelo Chocolate | [ 32 ] |
| 2020-     | Jardel Augusto Lemos                 |        |

### Mestre-sala e Porta-bandeira
| Período   | Nome                                 | Ref.   |
| --------- | ------------------------------------ | ------ |
| 2008      | José Roberto e Mônica                |        |
| 2009–2010 | Jeferson Souza e Kátia Paz           | [ 25 ] |
| 2011–2012 | Wanderson Sodré e Andressa Dornelles |        |
| 2013–2014 | Wanderson Sodré e Mara Rosa          | [ 34 ] |
| 2015      | Jeferson Souza e Mara Rosa           | [ 30 ] |
| 2016      | Matheus Olivério e Alessandra Chagas | [ 14 ] |
| 2017      | Marcinho e Shayene                   | [ 35 ] |
| 2018      | Marcinho Souza e Leticia Malaquias   |        |
| 2019      | Ewerton Anchieta e Cássia Maria      | [ 32 ] |
| 2020      | Ânderson da Mota e Monique Namour    | [ 16 ] |
| 2022-     | Kadu e Bárbara Verçosa               |        |

### Corte de Bateria
| Rainha de bateria | Rainha de bateria | Rainha de bateria |
| Período           | Nome              | Ref.              |
| ----------------- | ----------------- | ----------------- |
| 2009–2010         | Patrícia Nery     | [ 36 ]            |
| 2011–2012         | Egili Oliveira    | [ 37 ] [ 38 ]     |
| 2013-2014         | Alessandra Mattos | [ 39 ] [ 40 ]     |
| 2015              | Nanda Guimarães   | [ 41 ] [ 42 ]     |
| 2016              | Simone Parente    |                   |
| 2017              | Patrícia Chélida  |                   |
| 2018-2019         | Shayene Cesário   | [ 32 ] [ 43 ]     |
| 2020              | Alessandra Mattos |                   |
| 2022              | Lívia Duarte      |                   |
| 2023              | Emelyn Bastos     |                   |
| 2024              | Angélica Camargo  |                   |

| Rei de bateria | Rei de bateria      | Rei de bateria |
| Período        | Nome                | Ref.           |
| -------------- | ------------------- | -------------- |
| 2013           | Jerônimo da Portela | [ 44 ]         |

## Carnavais
| Ano | Colocação | Divisão | Enredo | Carnavalescos | Ref.          |
| --- | --- | --- | --- | --- | ------------- |
| 1994 | Campeã | Grupo 7 - Bloco | A União Canta A Uva | Vicentão, Aureliano, Uziel, Zezinho Orelha, Gessé e Vânia                                                             |               |
| 1995 | 4.º lugar | Grupo 3 - Bloco | Quem Canta Seus Males Espanta | Bira Xavier |               |
| 1996 | Campeã | Grupo 3 - Bloco | Hoje Eu Vou Sambar, E Você também | Bira Xavier |               |
| 1997 | Vice-campeã | Grupo 2 - Bloco | Doce Ilusão | Bertoldo de Souza |               |
| 1998 | Aprovada | Desfile de Avaliação                                                                                                  | Doce Ilusão | | [ 45 ]        |
| 1999 | Vice-campeã | Grupo E (sexta divisão)                                                                                               | Brasil, quá quá quá no ano 2000 (Samba-enredo composto por Luiz Camelho, Tiãozinho e Preto Velho) | José Marcos | [ 17 ]        |
| 2000 | Vice-campeã | Grupo D (quinta divisão)                                                                                              | Na virada do milênio, a esperança de um povo | Sandro Gomes |               |
| 2001 | 6.º Lugar | Grupo C (quarta divisão)                                                                                              | Rio 2001, uma virada carioca (Samba-enredo composto por Arifan, Viegas, Cobrinha, Gil, Tuta e Caixote) | Sérgio Ferreira |               |
| 2002 | Vice-campeã | Grupo C (quarta divisão)                                                                                              | Sou índio, sou branco, sou negro, sou Brasil, sou Brasileiro, eu nasci para bailar (Samba-enredo composto por Bola, Amâncio, Dilson e Rui Só)                                                                              | José Marcos e Myriam Araújo                                                                                           |               |
| 2003 | 5.º Lugar | Grupo B (terceira divisão)                                                                                            | Da criação à reconstrução – 90 anos do Mercadão de Madureira (Samba-enredo composto por Luís Camelô , Paulo Bispo e Nego Lino)                                                                                             | José Marcos e Myriam Araújo                                                                                           |               |
| 2004 | 10.º Lugar (Rebaixada)                                                                                                | Grupo B (terceira divisão)                                                                                            | Verdade pra quem viveu, miragem pra quem não viu, invasão de amor e paz nas terras do meu Brasil (Samba-enredo composto por Luis Maia, Marcelo Rodrigues, Robertinho Grande e Paulo Victor)                                | Myriam Araújo |               |
| 2005 | Campeã | Grupo C (quarta divisão)                                                                                              | Bahia de São Salvador, o Porto Seguro do Brasil (Samba-enredo composto por Zezinho de Lucas, Paulo Cruz e Manero) | Jorge Caribé |               |
| 2006 | 4.º Lugar | Grupo B (terceira divisão)                                                                                            | GLS com a bandeira da alegria, o babado da Curicica no carnaval é só alegria! (Samba-enredo composto por Humberto Carlos, Elizeu, Jarbas da Freguesia e Robson Vivendo)                                                    | Jorge Caribé |               |
| 2007 | 8.º Lugar | Grupo B (terceira divisão)                                                                                            | Brazil S.A – A pátria que nos pariu! (Samba-enredo composto por Ribeiro, Pedro Miguel, Leandro Thomaz, Ronaldo Yllê, Maneco)                                                                                               | Flávio Campello |               |
| 2008 | 11.º Lugar | Grupo B (terceira divisão)                                                                                            | O mundo místico das águas em berço esplêndido, derrama ao Planeta o seu clamor! (Samba-enredo composto por Pitimbu, Luis Maia, Jayme César, Maria Preta e Isaac)                                                           | Flávio Campello |               |
| 2009 | Vice-campeã | Grupo RJ-1 (terceira divisão)                                                                                         | O carioca é aquele: espírito, paixão e fé (Samba-enredo composto por Amâncio, J.Sardinha, Rui Só e Brasil) | Amauri Santos e Paulinho do Ouro                                                                                      |               |
| 2010 | 3.º Lugar | Grupo RJ-1 (terceira divisão)                                                                                         | Lendas, mistérios e magias. Não creio, mas... sei lá, né? (Samba-enredo composto por Tonho, Fabian, Berequinho de JPA, Aniceto e Itamar)                                                                                   | Amauri Santos e Paulinho do Ouro                                                                                      |               |
| 2011 | Vice-campeã | Grupo B (terceira divisão)                                                                                            | Eu sou o samba, a voz de um povo brasileiro! (Samba-enredo composto por Brasil, J.Sardinha, Rui Só, Fernando Bom Cabelo, Rafael Bernini e Badá)                                                                            | Amauri Santos |               |
| 2012 | 6.º Lugar | Grupo B (terceira divisão)                                                                                            | As cartas não mentem jamais (Samba-enredo composto por Leley Fumaça, Neguinho, Tide, Fabiano Vasconcelos e Leandro Rangel)                                                                                                 | Comissão de Carnaval (Felipe Herzog, Diogo Villa Maior e Leonardo Pimenta)                                            |               |
| 2013 | 12.º Lugar | Série A (segunda divisão)                                                                                             | Quando o samba era samba... (Reedição do enredo de 1994 da Portela) | Paulo Brasil | [ 46 ]        |
| 2014 | 7.º Lugar | Série A (segunda divisão)                                                                                             | "Na garrafa, no barril, salve a cachaça, patrimônio cultural do Brasil" (Samba-enredo composto por Washington, Junior Bebezão, Thiago Silveira, Fael Cachinho, Vagner Silva, Bola, Pitimbu, Dudu, Zé Luis e Cláudio Russo) | Mauro Quintaes | [ 47 ]        |
| 2015 | 12.º Lugar | Série A (segunda divisão)                                                                                             | Os três tenores... do samba! (Samba-enredo composto por Arlindo Neto, Léo Guimarães, Ronaldo Nunes, Marcelinho Moreira, e João Diniz)                                                                                      | Paulo Menezes | [ 48 ]        |
| 2016 | 11.º Lugar | Série A (segunda divisão)                                                                                             | Corações mamulengos (Samba-enredo composto por Washington Motta, Pitimbu, Vagner Silva, Alexandre Alegria, Telmo, Léo da Taberna e Marcelo Valência)                                                                       | Marcus Ferreira | [ 49 ]        |
| 2017 | 14.º Lugar (Rebaixada)                                                                                                | Série A (segunda divisão)                                                                                             | O importante é ser feliz e mais nada! (Samba-enredo composto por Neguinho, Tide, Mariano, Cléber, Alex Português, Berequinho JPA, Tonho do Cavaco, Fabian Guerreiro, Aniceto e Robertinho Bacairis)                        | Leandro Mourão e Vitor Mourão                                                                                         | [ 50 ]        |
| 2018 | Vice-campeã | Série B (terceira divisão)                                                                                            | O Reino está nu! | Marcus Ferreira | [ 51 ]        |
| 2019 | Vice-campeã | Série B (terceira divisão)                                                                                            | Eu vi Deus, ela é negra! | Wagner Gonçalves, André Rodrigues, Roberta Rosa, Leonam Lauro                                                         | [ 32 ] [ 52 ] |
| 2020 | 3.º Lugar | Especial da Intendente (terceira divisão)                                                                             | Fulô de Maria Compositores: Macaco Branco, Carlos Bebeto, Juninho da Vila, Serginho Engenheiro, Duda Tonon, Degão do Cavaco e Jean Marques                                                                                 | Renato Esteves | [ 16 ] [ 53 ] |
| Inicialmente adiados para o mês de julho, os desfiles do Carnaval 2021 foram cancelados devido a pandemia de Covid-19 | Inicialmente adiados para o mês de julho, os desfiles do Carnaval 2021 foram cancelados devido a pandemia de Covid-19 | Inicialmente adiados para o mês de julho, os desfiles do Carnaval 2021 foram cancelados devido a pandemia de Covid-19 | Inicialmente adiados para o mês de julho, os desfiles do Carnaval 2021 foram cancelados devido a pandemia de Covid-19 | Inicialmente adiados para o mês de julho, os desfiles do Carnaval 2021 foram cancelados devido a pandemia de Covid-19 | [ 54 ]        |
| 2022 | 6.º Lugar | Série Prata (Sábado) (terceira divisão)                                                                               | Abayomis - O encontro precioso das Yas | Alan Dias e Marco Antônio Falleiros                                                                                   | [ 55 ]        |
| 2023 | 15.º Lugar (Rebaixada)                                                                                                | Série Prata (Sábado) (terceira divisão)                                                                               | Pedro Scooby - Amante desse mar de gente da Curicica! Compositores: Macaco Branco, Carlos Bebeto, Yan Pac Man e Andinho Samara                                                                                             | Comissão de Carnaval                                                                                                  | [ 56 ]        |
| 2024 | 3.º Lugar | Série Bronze (Sábado) (quarta divisão)                                                                                | Lendas, mistérios e magias. Não creio, mas... sei lá, né? (Reedição do enredo de 2010) Compositores: Tonho, Fabian, Berequinho de JPA, Aniceto e Itamar                                                                    | Luana Rios | [ 57 ] [ 58 ] |
| 2025 | Campeã | Série Bronze (Sexta) (quarta divisão)                                                                                 | A Curicica Festeja a Cultura Brasileira | Plínio Santos |               |
| 2026 | | Série Prata (terceira divisão)                                                                                        | | |               |

## Títulos
| Títulos da União do Parque Curicica | Títulos da União do Parque Curicica | Títulos da União do Parque Curicica | Títulos da União do Parque Curicica | Títulos da União do Parque Curicica |
| ----------------------------------- | ----------------------------------- | ----------------------------------- | ----------------------------------- | ----------------------------------- |
| Divisão                             | Divisão                             | Títulos                             | Carnavais                           | Ref.                                |
| link=Ficheiro:Trophy(transp).png    | Quarta Divisão                      | 2                                   | 2005, 2025                          |                                     |
| link=Ficheiro:Trophy(transp).png    | Grupo 3 dos Blocos de enredo        | 1                                   | 1996                                |                                     |
| link=Ficheiro:Trophy(transp).png    | Grupo 7 dos Blocos de enredo        | 1                                   | 1994                                |                                     |

- Commons

## Premiações
Prêmios recebidos pelo GRES União do Parque Curicica.
| Ano  | Prêmio               | Categoria / premiados | Divisão | Ref.          |
| ---- | -------------------- | --- | ------- | ------------- |
| 2004 | S@mba-Net            | Ala mirim | Grupo B | [ 59 ]        |
| 2005 | Troféu Jorge Lafond  | Melhor escola | Grupo C | [ 60 ]        |
| 2005 | Troféu Jorge Lafond  | Harmonia | Grupo C | [ 60 ]        |
| 2005 | Troféu Jorge Lafond  | Alegoria | Grupo C | [ 60 ]        |
| 2006 | Troféu Jorge Lafond  | Enredo ("GLS com a bandeira da alegria, o babado da Curicica no carnaval é só alegria!")                                                      | Grupo B | [ 61 ]        |
| 2006 | Troféu Jorge Lafond  | Ala mirim | Grupo B | [ 61 ]        |
| 2007 | Troféu Jorge Lafond  | Ala de passistas | Grupo B | [ 62 ]        |
| 2007 | Troféu Jorge Lafond  | Personalidade (Marilza da Conceição Pereira da Silva)                                                                                         | Grupo B | [ 62 ]        |
| 2008 | Troféu Parangolé     | Carnavalesco Flávio Campello (Pelo cruzamento de ideias nas concepções das fantasias)                                                         | Grupo B | [ 63 ]        |
| 2008 | Troféu Jorge Lafond  | Ala de passistas | Grupo B | [ 64 ]        |
| 2009 | S@mba-Net            | Enredo ("O carioca é aquele: espírito, paixão e fé")                                                                                          | Grupo B | [ 65 ]        |
| 2009 | S@mba-Net            | Ala mirim | Grupo B | [ 65 ]        |
| 2009 | Troféu Jorge Lafond  | Casal de Mestre-sala e Porta-bandeira (Jéferson Souza e Kátia Paz)                                                                            | Grupo B | [ 66 ]        |
| 2009 | Troféu Jorge Lafond  | Ala de passistas | Grupo B | [ 66 ]        |
| 2010 | S@mba-Net            | Samba-enredo ("Lendas, mistérios e magias. Não creio, mas... sei lá, né?" – Compositores: Tonho, Fabian, Berequinho de JPA, Aniceto e Itamar) | Grupo B | [ 67 ]        |
| 2011 | Troféu Jorge Lafond  | Ala de passistas | Grupo B | [ 68 ]        |
| 2011 | S@mba-Net            | Ala de passistas | Grupo B | [ 69 ]        |
| 2011 | S@mba-Net            | Conjunto de alegorias | Grupo B | [ 69 ]        |
| 2012 | S@mba-Net            | Ala mirim | Grupo B | [ 70 ]        |
| 2013 | Troféu Apoteose      | Intérprete (Ronaldo Yllê) | Série A | [ 71 ]        |
| 2014 | Tamborim de Ouro     | Melhor escola | Série A | [ 72 ]        |
| 2014 | Estrela do Carnaval  | Bateria (Diretor responsável: Mestre Lolo) | Série A | [ 73 ] [ 74 ] |
| 2014 | SRZD-Carnaval        | Bateria (Diretor responsável: Mestre Lolo) | Série A | [ 75 ]        |
| 2014 | S@mba-Net            | Bateria (Diretor responsável: Mestre Lolo) | Série A | [ 76 ] [ 77 ] |
| 2014 | Plumas & Paetês      | Maquiador artístico (Marcelo Augusto) | Série A | [ 78 ]        |
| 2015 | Estrela do Carnaval  | Bateria (Diretor responsável: Mestre Lolo) | Série A | [ 79 ]        |
| 2015 | Troféu Jorge Lafond  | Bateria (Diretor responsável: Mestre Lolo) | Série A | [ 80 ]        |
| 2016 | SRZD-Carnaval        | Bateria (Diretor responsável: Mestre Léo) | Série A | [ 81 ]        |
| 2019 | Passista Samba no Pé | Ala de passistas |         | [ 82 ]        |